# Kenwood Limited

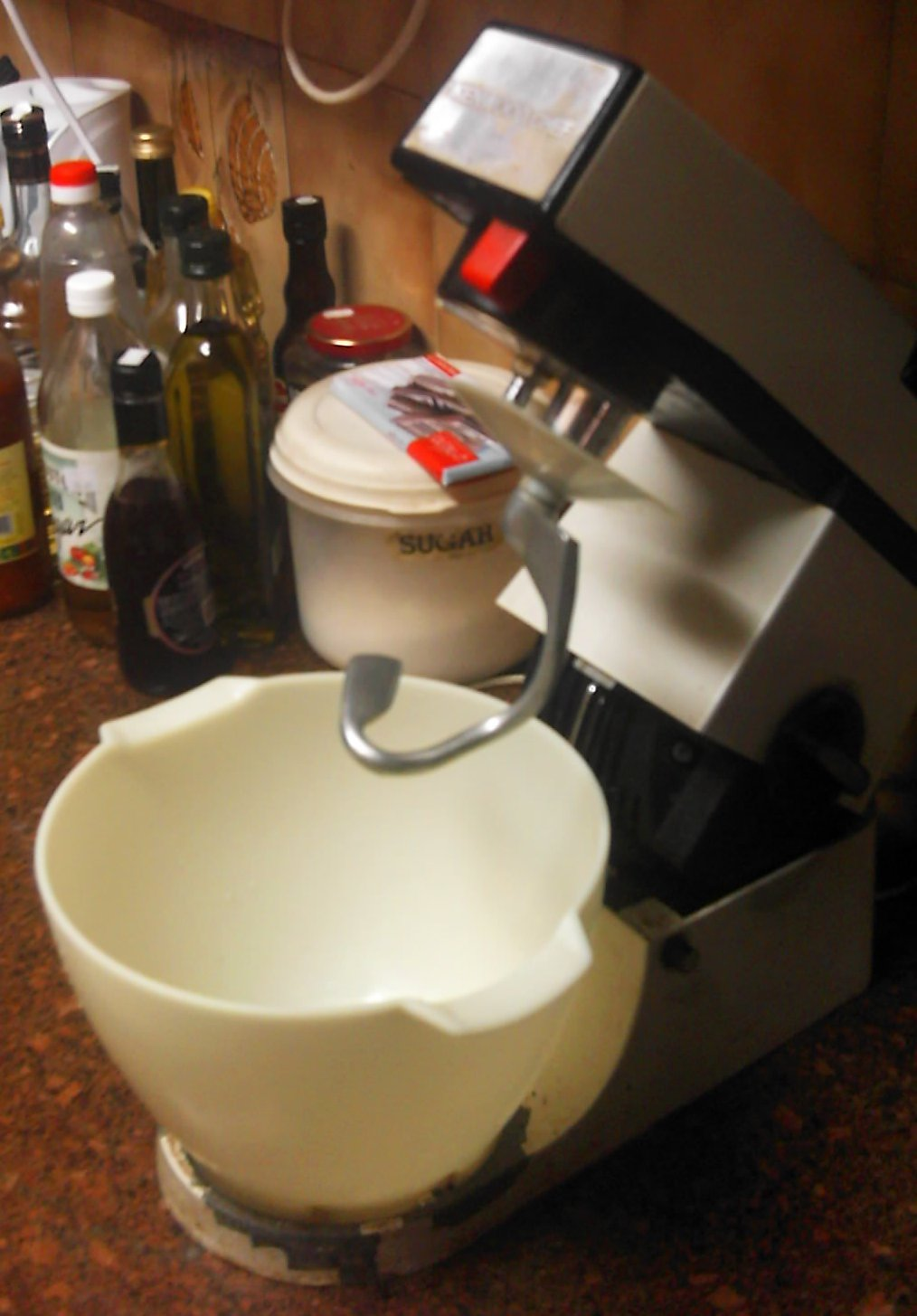
Kuchyňský robot Kenwood Chef ze 70. let

Kenwood Ltd. je přední výrobce kuchyňských spotřebičů s britskými kořeny, který působí ve 44 zemích světa. Od roku 2001 je vlastněn skupinou De'Longhi. Kenwood navrhuje, vyrábí a prodává kuchyňské spotřebiče včetně samostatných mixérů, kuchyňských robotů, varných konvic, opékačů topinek a mnoho jiných. Společnost založil v roce 1947 Kenneth Maynard Wood ve městě Woking a s výrobou původně začal ve své garáži. Jeho záměrem bylo ulehčovat ženám práci v kuchyni navrhováním spotřebičů, které ušetří práci a čas. V roce 1962 se společnost rozrostla natolik, že jí původní výrobní prostory nestačily, a přestěhovala se do Havantu, kde sídlí dodnes.

## Historie
Čtyřicátá léta
První produkt podniku byl průkopnický toustovač vynalezený Kennethem Woodem, který byl uveden na trh v roce 1947. Byl jím model A100 a byl v Evropě první svého druhu. Přístroj totiž jako jediný v té době umožnil opéct toast z obou stran aniž by se ho musel někdo dotknout. Byl vybaven roštem ve kterém byl toast uzavřen a pouhým otočením roštu bylo možno jej obrátit a péci z druhé strany. Konkurenční výrobky takové řešení neměli a toast bylo tedy nutné brát horký do ruky a obracet jej ručně.
1950–1960
O tři roky později v roce 1950 byla uvedena na trh první verze kuchyňského robotu Kenwood Chef a to na výstavě Ideal Home Exhibition. Přístroj byl vyvinut s cílem vypořádat se s nejobtížnějšími úkoly v kuchyni. Obsahoval 3 zásuvky na různé nástavce zpřevodované na různé rychlosti aby bylo dosaženo nejlepších výsledků při přípravě mnoha receptů. Obchodní dům Harrods vyprodal veškeré kuchyňské roboty během jednoho týdne od uvedení na trh. Poté, v roce 1960, byl Kenwood Chef úspěšný již po celém světě.
1970–1980
Kenwood byl také prvním výrobcem, který představil kuchyňský robot s plynulým elektrickým ovládáním rychlosti. Tuto technologii převzal již v roce 1973. V roce 1979 byl pak uveden první kompaktní kuchyňský robot (food processor).
V roce 1989 firma investovala do svého prvního výrobního závodu v Číně aby tak dokázala uspokojit rostoucí poptávku.
1990–současnost
V roce 1993 získal Kenwood společnost Waymaster, jež vyráběla různé druhy vah a o rok později také italskou firmu Ariete, která se zabývala výrobou parních žehlicích stanic a jiných domácích spotřebičů využívajících páru.
V roce 1997 ve věku 81 let zemřel po krátké nemoci Kenneth Wood. V té době měla společnost více než 80 mezinárodních distributorů.
V roce 2001 italský výrobce malých domácích přístrojů De'Longhi koupil společnost Kenwood a jeho továrny v Číně za 45,9 milionu £ (asi 66,7 milionu $). Analytici se domnívali že společnost De'Longhi, která tímto hodlala posílit svou pozici a obchodní přítomnost ve Spojeném království udělala dobrý obchodně – geografický tah, což se později potvrdilo.
V roce 2009 Kenwood uvedl svůj zatím nejpokročilejší domácí robot Cooking Chef. Jedná se o první kuchyňské zařízení s vestavěným indukčním vařičem, které umožňuje míchat a vařit současně.
Konstruktér prvního robotu Kenwood Chef z roku 1950, Kenneth Grange, byl v roce 2013 povýšen do šlechtického stavu za své služby v oblasti konstrukčních návrhů.
V roce 2015 model Kenwood Chef sesadil po pěti sezónách v soutěžním pořadu o vaření The Great British Bake Off britské veřejnoprávní televize BBC Two, svého konkurenta, výrobky americké společnosti KitchenAid.

## Produkty
Produkty Kenwood se vyrábí a distribuují v následujících kategoriích:
•	Kuchyňské roboty
•	příprava jídla a nápojů (Food processory, mixéry, odšťavňovače)
•	příprava snídaně (varné konvice, toustovače, kávovary)
Například Irský krémový alkoholický nápoj Baileys byl vyvinut a vyroben za pomoci mixéru Kenwood. 

## Design a provedení
Značka je nyní synonymem pro vysoce kvalitní výrobky, které "přežijí" po generace v rodině. Podle BBC jsou přístroje Kenwood Chef používány obvykle i 40 let od svého prodeje. 